# カンラン (カンラン科)

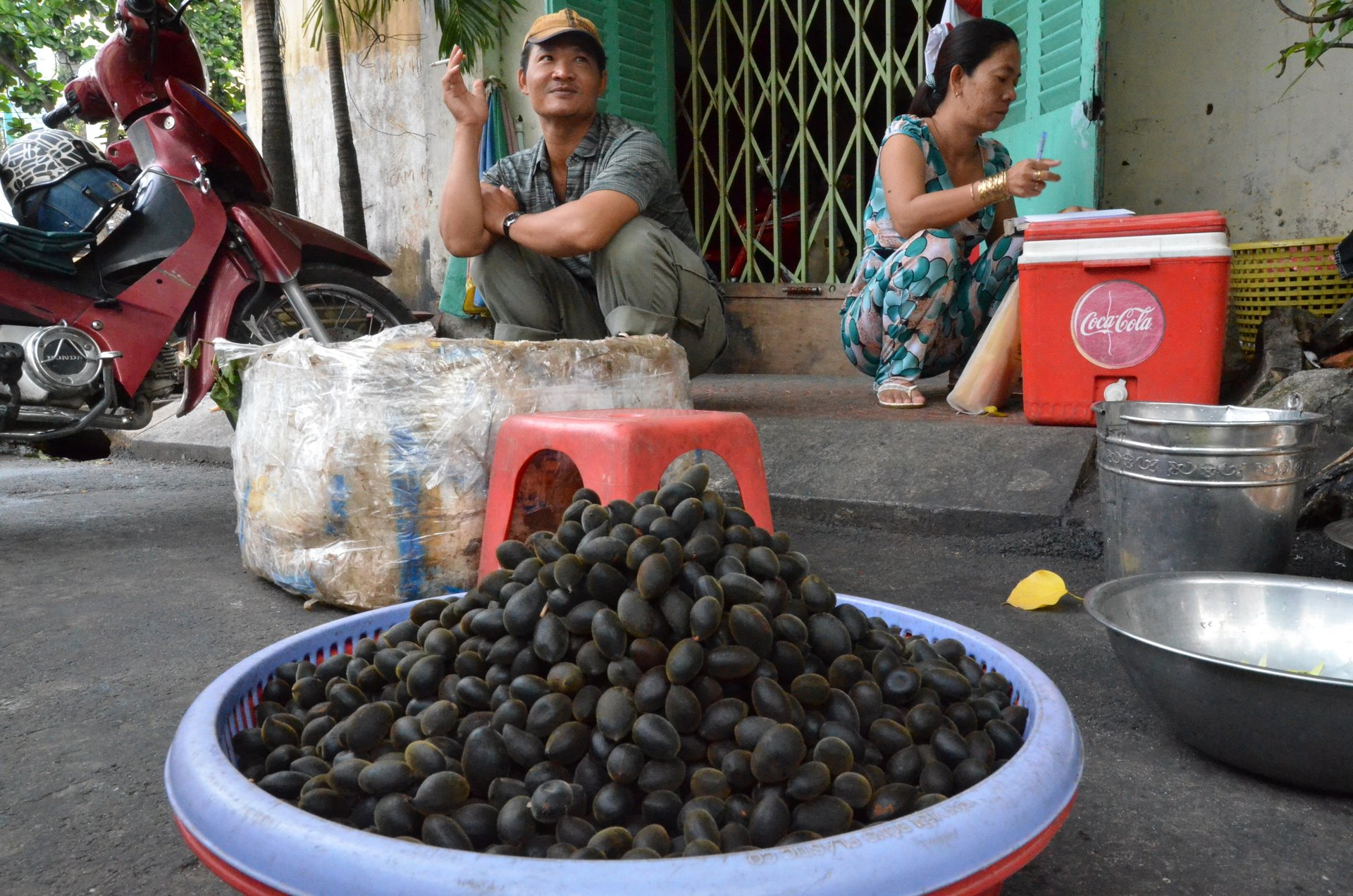
売られるカンランの実。ベトナム・ホーチミン市

カンラン（橄欖、Canarium album）はカンラン科の常緑高木。東南アジア原産。果実は食用にされ、種子からは油が採れるため、東南アジアや華南で栽培される。見かけや利用方法がオリーブに似ているため、オリーブの訳語として橄欖、オリーブ・オイルの訳で橄欖油が用いられたが分類上は関係ない植物である。